# Arne Branzell

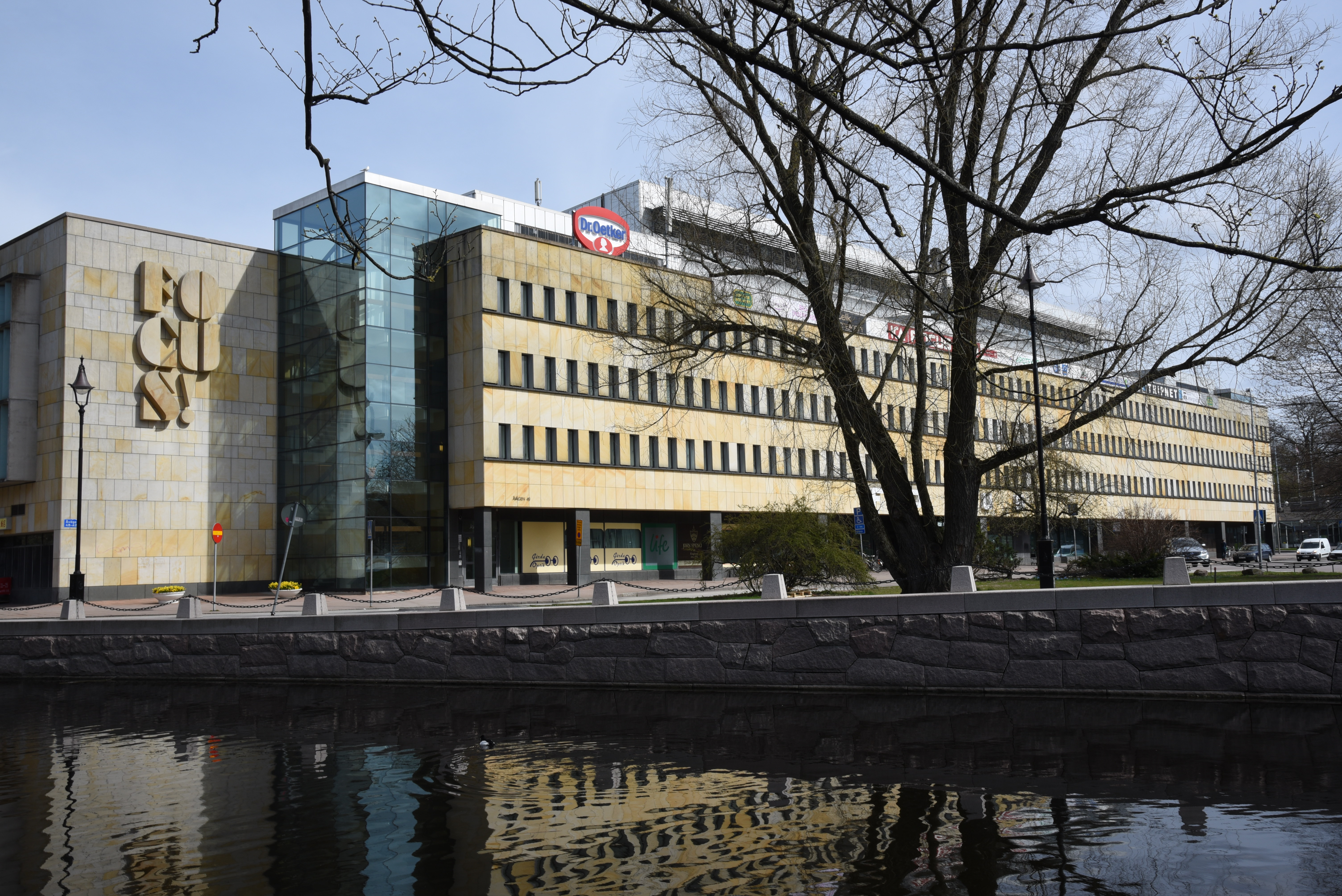
Focushuset

Arne Branzell, född 2 oktober 1932 i Vasa församling i Göteborg, död 13 november 2019 i Högsbo distrikt, var en svensk arkitekt och formgivare.

## Biografi
Arne Branzell var son till arkitekterna Sten Branzell och Anna Branzell. Familjen bodde i ett hus på Esbjörns väg på Skårs höjder som fadern ritat. Arne Branzell arbetade på 1950-talet hos Alvar Aalto, en vän till hans far sedan faderns tid i Finland under inbördeskriget.
Branzell avlade arkitektexamen 1960 vid Chalmers. Han var anställd hos Erik och Tore Ahlsén i Stockholm och Johannes Olivegren i Göteborg. Ett av hans första arkitektuppdrag i Göteborg blev studenthemshuset vid Kjellmansgatan i Masthugget. På Sundhagsgatan i Kungsladugård ritade Branzell tolv villor som uppfördes av Riksbyggen år 1962. Han ritade även Focushuset i Gårda som uppfördes 1973. Han var 1975–1997 lektor i visualiseringsteknik på Chalmers arkitektskola och 1975–1976 tillförordnad professor i projekteringsmetodik där. Han drev från 1962 egen verksamhet.
Under åren 1980–1982 var han engagerad som designer av bruks- och ateljéglas vid Orrefors Glasbruk. Branzell hade tidigare arbetat som glasformgivare på Kosta 1964–1965. Han var även formgivare på Holmegaard/Royal Copenhagen 1984–1987. Hans far var under 1920-talet konstnärlig rådgivare och formgivare vid olika glasbruk, bland annat Kosta glasbruk.